# Picnic (film)
Picnic is een Amerikaanse dramafilm uit 1955 geregisseerd door Joshua Logan. De hoofdrollen worden gespeeld door William Holden, Kim Novak, en Rosalind Russell. De film is gebaseerd op het gelijknamige toneelstuk van William Inge uit 1953.
De film werd genomineerd voor zes Oscars, waaronder de Oscar voor beste film. De film wist uiteindelijk twee nominaties te verzilveren.

## Rolverdeling
| Acteur           | Personage              |
| ---------------- | ---------------------- |
| William Holden   | Hal Carter             |
| Kim Novak        | Marjorie 'Madge' Owens |
| Betty Field      | Flo Owens              |
| Susan Strasberg  | Millie Owens           |
| Cliff Robertson  | Alan Benson            |
| Rosalind Russell | Rosemary               |
| Arthur O'Connell | Howard Bevans          |
| Verna Felton     | Helen Potts            |
| Reta Shaw        | Irma Kronkite          |
| Raymond Bailey   | Mr. Benson             |
| Nick Adams       | Bomber                 |

## Prijzen en nominaties
| Jaar | Prijs          | Categorie               | Genomineerde(n)                                  | Uitslag     |
| ---- | -------------- | ----------------------- | ------------------------------------------------ | ----------- |
| 1955 | Academy Awards | Beste film              | Beste film                                       | Genomineerd |
| 1955 | Academy Awards | Beste regisseur         | Joshua Logan                                     | Genomineerd |
| 1955 | Academy Awards | Beste mannelijke bijrol | Arthur O’Connell                                 | Genomineerd |
| 1955 | Academy Awards | Beste montage           | Charles Nelson, William A. Lyon                  | Gewonnen    |
| 1955 | Academy Awards | Beste productieontwerp  | William Flannery, Jo Mielziner, Robert Priestley | Gewonnen    |
| 1955 | Academy Awards | Beste originele muziek  | George Duning                                    | Genomineerd |